# Anjali Joseph
Anjali Joseph (née en 1978) est une romancière indienne. Son premier roman, Saraswati Park (2010), lui vaut plusieurs prix, dont le prix Betty Trask et le prix Desmond Elliott. En 2010, elle est répertoriée par The Telegraph comme l'une des 20 meilleurs écrivains de moins de 40 ans. Son troisième roman The Living (2016), est présélectionné pour le prix DSC.

## Biographie
Anjali Joseph est née à Mumbai, en Inde, en 1978. Son père, chercheur scientifique, est malayali et sa mère bengali - gujrati. Quand elle a sept ans, sa famille déménage en Angleterre. Elle vit à Oxford et est mariée au philosophe Simon Glendinning.
Elle étudie l'anglais au Trinity College de Cambridge, après quoi elle enseigne le français et l'anglais à Londres et à Paris, respectivement. Elle suit ensuite une formation d'expert-comptable, mais n'a pas terminé sa certification. Elle travaille ensuite comme journaliste au Times of India à Mumbai. Elle obtient une maîtrise en écriture créative à l'Université d'East Anglia, après quoi elle publie son premier roman, Saraswati Park, en 2010.
Saraswati Park raconte l'histoire de Mohan Karekar, un épistolier pensif, dont la vie monotone subit plusieurs changements après que son neveu gay de 19 ans ait emménagé avec lui. Sameer Rahim du Telegraph écrit dans sa critique que l'écriture de Joseph est "bien conçue et que les images, lorsqu'elles réussissent, semblent parfaites". Le livre reçoit le prix Betty Trask en 2011. Le roman remporte également le prix Desmond Elliott et le prix du livre de mots croisés Vodafone pour la fiction, et est sélectionné pour le prix littéraire hindou en 2010.
Le deuxième livre de Joseph, Another Country, sort en 2012. Le roman raconte l'histoire de Leela Ghosh, une fille bengali de la classe moyenne aux prises avec l'amitié, l'amour et la trahison alors qu'elle voyage à travers Paris, Londres et Mumbai. Passant en revue le livre pour The Guardian, Joanna Kavenna écrit que le livre est "lisible et divertissant" et loue particulièrement la représentation de la jeunesse indienne de la classe moyenne urbaine. Le roman est sélectionné pour le prix littéraire Man Asian 2012.
The Living, le troisième livre de Joseph sort en 2016 et est présélectionné pour le prix DSC de littérature sud-asiatique. The Living raconte l'histoire de deux vies : Claire, une jeune mère célibataire travaillant dans l'une des dernières usines de chaussures d'Angleterre, et Arun, un alcoolique rétabli et maintenant grand-père, qui fabrique des chappals Kolhapuri cousus à la main. La critique du livre par Amit Chaudhuri dans The Guardian décrit The Living comme "un portrait extraordinaire de deux vies qui se déplacent entre Norwich et la petite ville de l'Inde pose des questions fondamentales sur l'existence".
Le quatrième roman de Joseph, Keeping in Touch, est publié pour la première fois en Inde en 2021.